# 中华人民共和国通信
中华人民共和国拥有一个多样化的通信系统，连接该国所有地区的互联网、电话、电报、电台和电视台。其通讯格式并不是西方国家常见的高级格式，但是它的通讯系统包含了世界最尖端的技术并为未来新式网络建立了基础。2014年全世界光缆安装总量达到3.11亿纤芯公里，其中1.56亿在中国，即中国光缆市场世界占有率为50%。而2015年中国光缆需求已增至2.01亿纤芯公里，高达世界预计需求量3.64亿纤芯公里的55%。

## 历史
1949年刚建国的时候，中国的通讯系统和设备是落后的，其中还有许多在战争年代被破坏的设备，主要是东部沿海城市、南京至上海区域和一些内陆地区。1950年，现有设施被修复，在苏联的帮助下，建立了连接北京和各省会的长途电话线路网。在20世纪50年代初，中国通讯有了长足的进步。1952年通讯网络中心在北京，并连接了所有大型城市，升级和扩展工作迅速开始。
1956年加速通讯线路的扩展，为了增加通讯系统的效率，线路同时用于电话和电报系统，并提供了电传服务和电视广播，增加了电话会议服务，改进了无线电通讯，加速通讯设备生产。
但通讯系统在大跃进（1958年至1960年）经济衰退时期停止了进步，于20世纪60年代恢复，扩大了电话网络并引进了改良设备，其中有西方的进口工厂和设备。

## 电话
| 类型                  | 中國聯通 | 中國移動 | 中國電信 |
| --------------------- | -------- | -------- | -------- |
| GSM（包含GPRS和EDGE） | 是       | 是       | 否       |
| WCDMA                 | 是       | 否       | 否       |
| CdmaOne               | 否       | 否       | 是       |
| CDMA2000              | 否       | 否       | 是       |
| TD-SCDMA              | 否       | 是       | 否       |
| TD-LTE                | 是       | 是       | 是       |
| LTE-FDD               | 是       | 是       | 是       |
| 5G-NR                 | 是       | 是       | 是       |

- 固定电话：1.835亿部，13.1部/百人（2018年11月）

- 移动电话：16亿用户，114.4部/百人（2019年末）[2]

- 电话系统：国内和国际电话的私人使用率越来越高；国内服务在各大城市、工业中心和中小城镇之间的分布很不均衡
  - 国内：省际的光纤网和蜂窝电话已经大量安装，而且有一个55个国内基站的人造卫星系统可以使用
  - 国际：
    - 国家代码：86
    - 人造卫星地面站：5个国际卫星通信机构（太平洋4个，印度洋1个），1个全球卫星通信系统（印度洋区域），与日本、韩国、香港、台湾、马来西亚、菲律宾、新加坡、关岛、美国、德国和俄罗斯有几个光纤联网（2007年）

## 广播
- 无线电广播：AM 369, FM 259, 短波45（1998年）
- 电视广播牌照：中央电视台持有209个，还有31个省电视台和将近3,000个地方电视台（1997年）

## 互联网
- 互联网国家代码：.cn
- 互联网主机数量：1357万（2008年）
- 互联网用户数量：5亿（2012年）
- 互联网宽带用户：2.7亿（2008年12月）[3]
- 主要互联服务提供商（ISP）：中国电信、中国移动、中国联通